# دولت أباد شيخ
دولت‌ أباد شيخ هي قرية في مقاطعة نائين، إيران. عدد سكان هذه القرية هو 73 في سنة 2006.